# Eugnoriste planiforceps
Eugnoriste planiforceps là một ruồi trong họ Sciaridae, thuộc chi Eugnoriste. Loài này được Steffan miêu tả khoa học đầu tiên năm 1971.